# Theuville-aux-Maillots
Theuville-aux-Maillots ist eine französische Gemeinde mit 525 Einwohnern (Stand: 1. Januar 2022) im Département Seine-Maritime in der Region Normandie. Sie gehört zum Arrondissement Le Havre und zum Kanton Fécamp (bis 2015: Kanton Valmont). Die Einwohner werden Theuvillais genannt.

## Geographie
Theuville-aux-Maillots liegt im Pays de Caux etwa 42 Kilometer nordöstlich von Le Havre und etwa acht Kilometer südlich der Alabasterküste zum Ärmelkanal. Umgeben wird Theuville-aux-Maillots von den Nachbargemeinden Sassetot-le-Mauconduit im Norden, Criquetot-le-Mauconduit im Nordosten, Ouainville im Osten und Nordosten, Bertreville im Osten, Gerponville im Osten und Südosten, Valmont im Süden und Südwesten, Thérouldeville im Westen und Südwesten sowie Angerville-la-Martel im Westen und Nordwesten.

## Bevölkerungsentwicklung
| Jahr                      | 1962 | 1968 | 1975 | 1982 | 1990 | 1999 | 2006 | 2013 |
| Einwohner                 | 518  | 470  | 423  | 411  | 416  | 378  | 432  | 521  |
| Quelle: Cassini und INSEE |      |      |      |      |      |      |      |      |

## Sehenswürdigkeiten
- Kirche Saint-Maclou-et-Saint-Eutrope aus dem 19. Jahrhundert

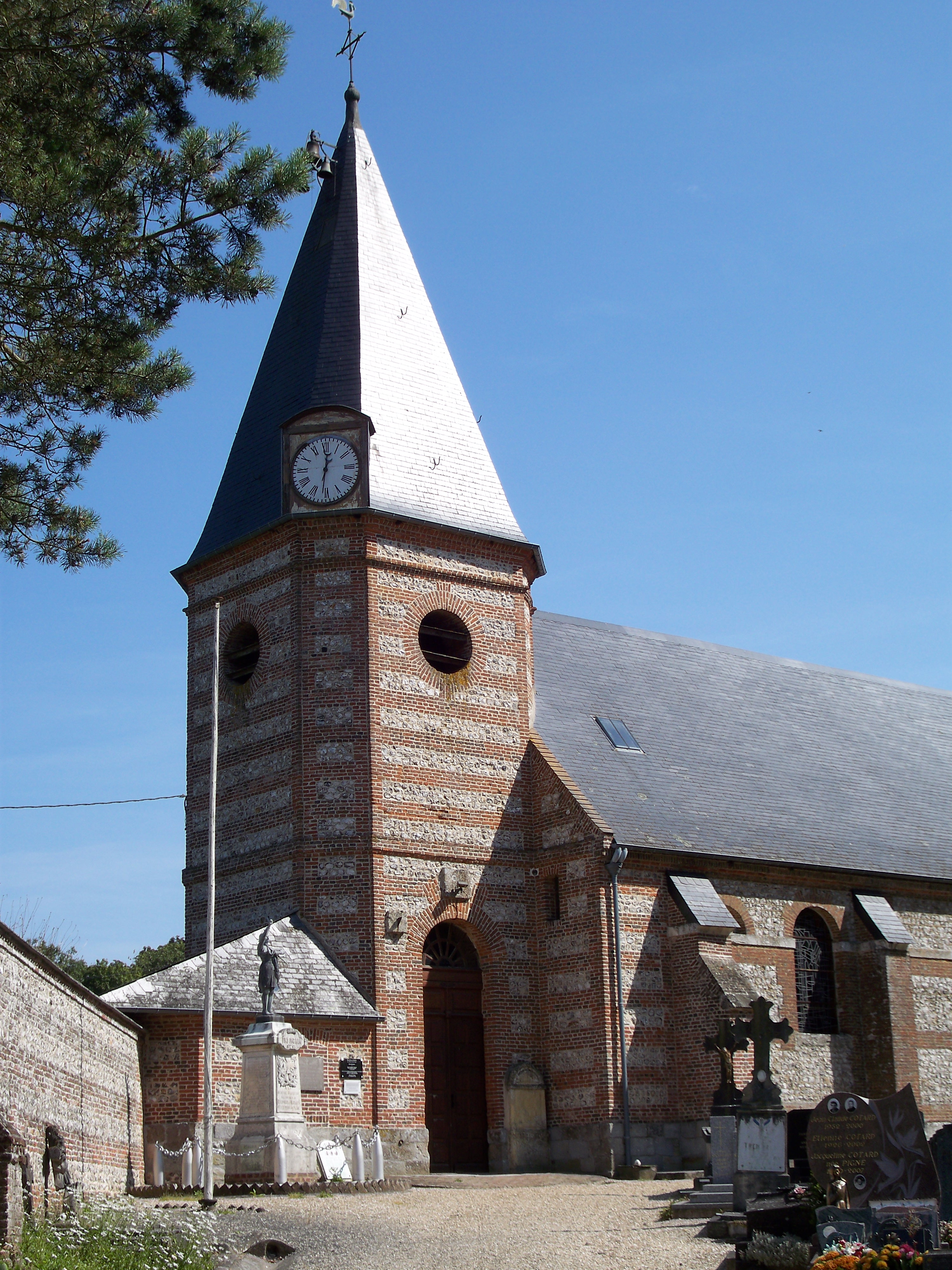
Kirche Saint-Maclou

- Schloss aus dem 16. Jahrhundert